# 全球创意城市网络
联合国教科文组织创意城市网络（英語：UNESCO Creative Cities Network，简称：UCCN）创立于2004年，致力于促进与将创意视为可持续发展战略因素的城市之间的合作。目前，该网络由116个城市共同参与构成，共同肩负着同一使命：使创意和文化产业成为地区发展战略的核心，同时积极开展国际合作。
创意城市网络是联合国教科文组织的特殊伙伴，不仅反应了创意是促进可持续发展的动力平台，同时也反映了创意是行动与创新的本源，这一点对于2015后发展议程的实施尤为重要。其涵盖七个领域：手工艺与民间艺术、设计、电影、美食、文学、媒体艺术和音乐。
通过这一网络，各成员城市积极分享最佳实践并努力发展包括公私及公民社会在内的的各类合作伙伴关系，以期达到如下目的：
- 加强文化活动、产品和服务的创建、制作、传播和宣传；
- 建立创意和创新枢纽，拓宽文化领域创意人员和专业人士的发展机遇；
- 完善人们接触和参与文化生活的方式，尤其是边缘化族群和弱势群体及个人参与文化生活的方式；
- 将文化与创意充分纳入可持续发展规划中。

## 成员城市

### 文學之都
- 愛丁堡-英國
- 艾奧瓦城-美國
- 墨爾本-澳大利亞
- 都柏林-愛爾蘭
- 雷克雅維克-冰島
- 諾里奇-英國
- 但尼丁-紐西蘭
- 布拉格-捷克
- 海德堡-德國
- 格拉纳达-西班牙
- 克拉科夫-波兰
- 巴格達-伊拉克
- 巴塞罗那-西班牙
- 卢布尔雅那-斯洛文尼亞
- 利沃夫-烏克蘭
- 蒙得维的亚-烏拉圭
- 諾丁漢-英國
- 奧比杜什-葡萄牙
- 塔尔图-愛沙尼亞
- 乌里扬诺夫斯克-俄羅斯
- 富川-韩国
- 德班-南非
- 曼彻斯特-英国
- 西雅图-美国
- 魁北克-加拿大
- 米兰-意大利
- 南京-中国

### 電影之都
- 布拉德福德-英國
- 雪梨-澳大利亞
- 釜山-韓國
- 戈爾韋-愛爾蘭
- 索菲亞-保加利亞
- 比托拉-馬其頓共和國
- 羅馬-意大利
- 桑托斯-巴西
- 青岛-中国
- 布里斯托尔-英国

### 音樂之都
- 維也納-奧地利
- 博洛尼亞-意大利
- 塞維利亞-西班牙
- 格拉斯哥-英國
- 根特-比利時
- 波哥大-哥伦比亞
- 漢諾威-德國
- 曼海姆-德國
- 濱松-日本
- 布拉柴维尔-刚果
- 阿德雷德-澳大利亞
- 卡托维兹-波蘭
- 新伊達尼亞-葡萄牙
- 京斯敦-牙買加
- 金夏沙-剛果
- 麥德林-哥倫比亞
- 萨尔瓦多-巴西
- 哈尔滨-中国
- 統營-韓國
- 瓦拉納西-印度
- 阿拉木图-哈萨克斯坦
- 奥克兰-新西兰
- 阿马兰蒂-葡萄牙
- 布尔诺-捷克
- 金奈-印度
- 大邱-韩国

### 手工業和民間藝術之都
- 阿斯旺-埃及
- 金澤-日本
- 聖塔菲-美利坚合众国
- 仁川-韓國
- 雅克梅勒-海地
- 拿索-巴哈馬
- 北加浪岸-印尼
- 法布里亚诺-意大利
- 杭州-中国
- 景德镇-中国
- 帕迪尤卡-美利坚合众国
- 苏州-中国
- 胡富夫-沙地阿拉伯
- 巴米揚-阿富汗
- 杜蘭-厄瓜多爾
- 伊斯法罕-伊朗
- 齋浦爾-印度
- 盧本巴希-剛果
- 圣克里斯托瓦尔-德拉斯卡萨斯-墨西哥
- 丹波篠山-日本
- 碧瑶-菲律宾
- 巴塞卢什-葡萄牙
- 开罗-埃及
- 卡拉拉-意大利
- 清迈-泰国
- 突尼斯市-突尼斯

### 設計之都
- 柏林-德國
- 布宜諾斯艾利斯-阿根廷
- 神戶-日本
- 名古屋-日本
- 蒙特婁-加拿大
- 首爾-韓國
- 格拉茨-奥地利
- 聖艾蒂安-法國
- 畢爾巴鄂-西班牙
- 庫里蒂巴-巴西
- 鄧迪-英國
- 赫爾辛基-芬蘭
- 都靈-意大利
- 北京-中国
- 上海-中国
- 深圳-中国
- 萬隆-印尼
- 布達佩斯-匈牙利
- 底特律-美利堅合眾國
- 考那斯-立陶宛
- 普埃布拉-墨西哥
- 新加坡-新加坡
- 武汉-中国
- 伊斯坦布尔-土耳其
- 迪拜-阿联酋
- 巴西利亚-巴西
- 墨西哥城-墨西哥
- 开普敦-南非

### 媒體藝術之都
- 里昂-法國
- 達喀爾-塞内加爾
- 光州-韓國
- 特拉維夫-以色列
- 約克-英國
- 林茨-奥地利
- 昂甘莱班-法國
- 札幌-日本
- 奧斯汀-美利堅合眾國
- 长沙-中国
- 布拉加-葡萄牙
- 多伦多-加拿大

### 美食之都
- 波帕揚-哥倫比亞
- 厄斯特松德-瑞典
- 全州-韓國
- 扎赫勒-黎巴嫩
- 鶴岡-日本
- 弗洛里亞諾波利斯-巴西
- 成都-中国
- 顺德-中国
- 加吉安特-土耳其
- 貝倫-巴西
- 卑爾根-挪威
- 布爾戈斯-西班牙
- 德尼亞-西班牙
- 恩塞納達-墨西哥
- 普吉-泰國
- 帕爾馬-意大利
- 拉什特-伊朗
- 圖森-美利堅合眾國
- 澳門-中國
- 古晋-马来西亚
- 阿尔巴-意大利
- 布埃纳文图拉-哥伦比亚
- 巴拿马城-巴拿马
- 扬州-中国
- 淮安-中国

## 外部連結
- 聯合國教科文組織創意城市網絡官方網站（页面存档备份，存于）